# سنغافورة في الألعاب الأولمبية
سنغافورة في الألعاب الأولمبية الألعاب الأولمبية هي من أهم الأحداث الرياضية في سنغافورة، تقوم اللجنة الأولمبية الوطنية السنغافورية بالإشراف في شؤون مشاركة سنغافورة في الألعاب الأولمبية، شاركت سنغافورة أول مرة في الألعاب الأولمبية في دورة 1948 في لندن في المملكة المتحدة، فازت سنغافورة في مشوارها ب5 ميداليات 1 ذهبية و 2 فضية و2 برونزية.